# Josef Horky

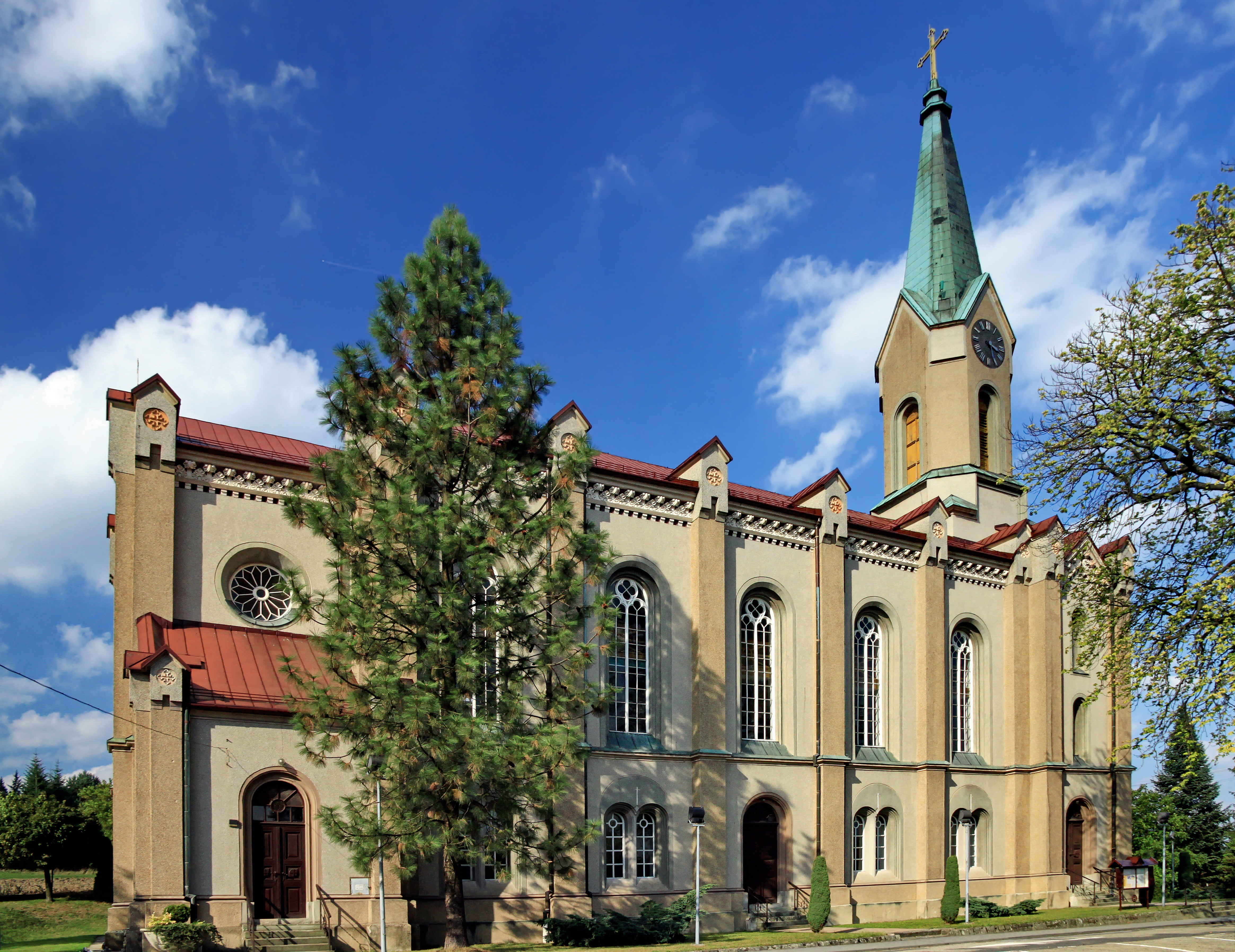
Dreifaltigkeitskirche Skotschau

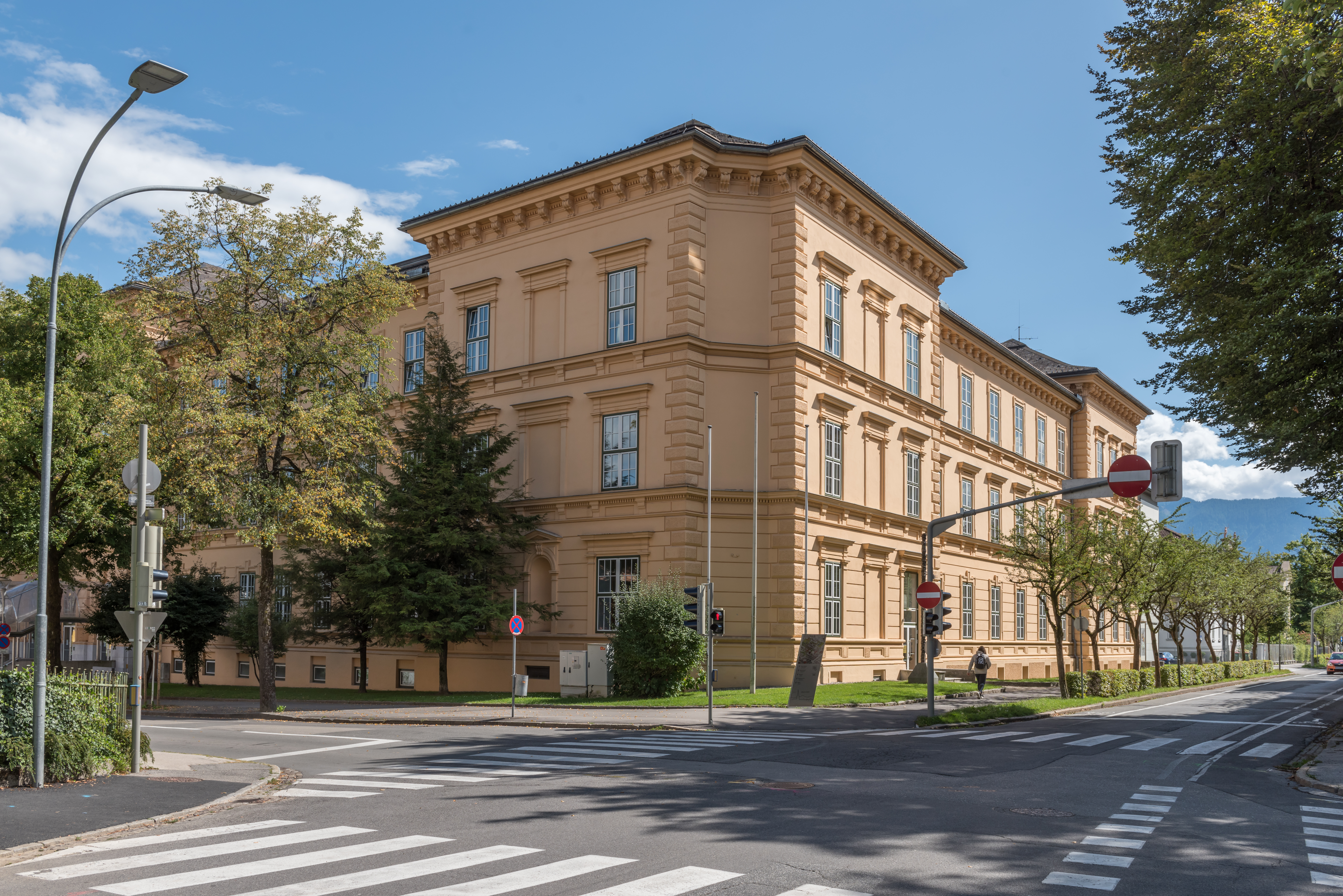
Peraugymnasium Villach

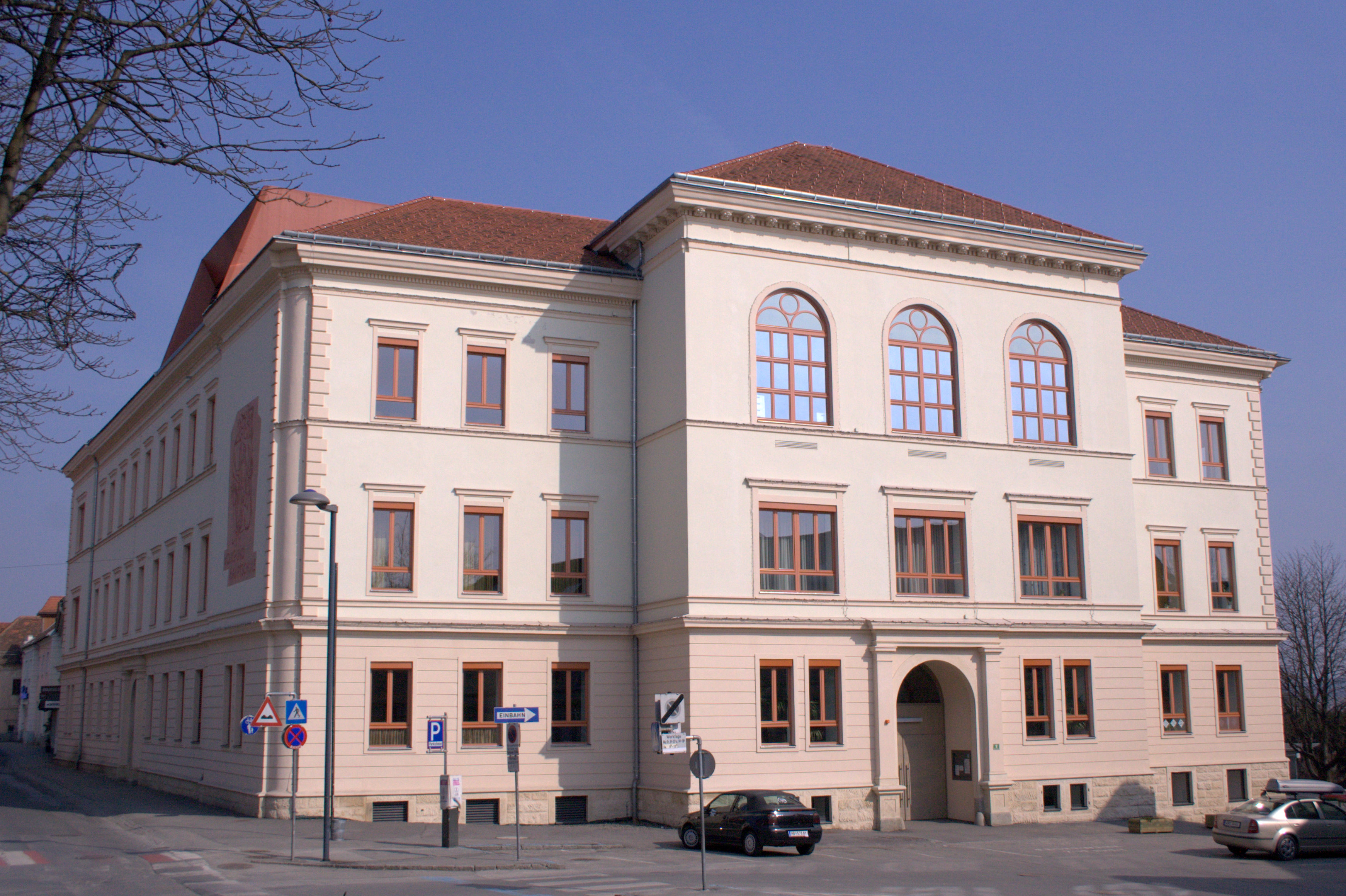
Kernstockschule Hartberg

Josef Horky (* 4. Dezember 1828 in Wien; † 17. April 1909 ebd.) war ein österreichischer Architekt und Hochschullehrer.

## Leben und Werk
Nach dem Besuch der Technischen Hochschule 1843–1847 und der Akademie der bildenden Künste Wien 1849–1853 arbeitete Horky zunächst bei der General-Bau-Direktion und ab 1856 unter Moritz von Loehr als Ingenieur in der Hochbauabteilung des Ministeriums für Handel, Gewerbe und öffentliche Bauten. Ab 1859 war Horky als Privatarchitekt beim Bau der Wiener Ringstraße involviert. Beim Wettbewerb für den Bau der Rudolfstiftung erhielt Horky 1860 den Zuschlag, die Bauausführung zusammen mit Eduard Kaiser erfolgte bis 1864 (abgebrochen 1970). Für seine Verdienste um den Bau dieser Anlage wurde er mit dem Goldenen Verdienstkreuz mit Krone ausgezeichnet. 1863 bis 1865 errichtete er die evangelische Dreifaltigkeitskirche im österreichisch-schlesischen Skotschau.
1866 wurde Horky auf die Professur für Hochbau an die Technische Hochschule in Graz berufen, wo er (zusammen mit Johann Wist, nicht ausgeführt) den Auftrag zum Neubau der Hochschule erhielt. Im Studienjahr 1871/72 diente er als Dekan der Ingenieurschule. 1871 wurde er nach einem Architekturwettbewerb mit dem Neubau der Karl-Franzens-Universität beauftragt, wovon jedoch nur die Institute für Physik und Chemie zur Ausführung gelangten. 1870–1872 erfolgte nach seinen Plänen der Bau des Peraugymnasiums in Villach, gleichzeitig der der Realschule in Hartberg.
Wegen Arbeitsüberlastung legte Horky 1872 seine Lehrtätigkeit in Graz nieder, um sie erst 1883 wiederaufzunehmen. 1885 verlegte er seinen Wohnsitz nach Wien, wo er 80-jährig 1909 verstarb.